# Dorothy Donegan
Dorothy Donegan (Chicago, 1922. április 6. – Los Angeles, 1998. május 19.) amerikai klasszikusan képzett zongorista volt, aki elsősorban boogie-woogie-t játszott, de a dzsessz, sőt a klasszikus zene sok műfajában muzsikált és ezeket virtuóz módon egyesítette is.

## Pályakép
Donegan Chicagoban nőtt fel. Hat éves korától tanult zongorázni. Első óráit Alfred N. Simmstől vette, (aki Cleo Brownt is tanította). Konzervatóriumban, majd a Chicagói Zeneművészeti Főiskolán folytatta, ahol képességeit azonnal felismerték.
Dél-Kaliforniába ment, Art Tatum hatott rá erősen. 1942-től lokálokban dolgozott.
Cab Calloway és W. C. Fields mellett szerepelt az 1945-ös Sensations című zenés filmben, majd egy színházban dolgozott. később Chicago éjszakai mulatóiban zongorázott, dzsessz-sztenderdeket, örökzöldeket adott elő olyanoknak, akik inkább a testét figyelték, mint lenyűgöző improvizálását és gátlástalanul szórakoztató „ripacskodását.”
...klasszikusan képzett virtuozitása ellenére élete végéig nem kapta meg az őt megillető elismerést. Sokak, köztük maga Donegan szerint a nőket érintő előítéletek tehettek erről; valószínűbb azonban, hogy az ok Donegan határtalan exhibicionizmusa és szélsőséges, stílusok és korok között csapongó játéka volt, melyet... gátlástalan viccelődéssel tett még botrányosabbá... Donegan megismételhetetlen jelenség, habzó ízléstelenség, metagiccs és ravasz posztmodern sziporkák, kiugró tehetség és komolytalanság... keveréke...

## Lemezei
- 1946:  September Song (Jubilee)
- 1954:  Dorothy Donegan Piano (MGM)
- 1955:  Dorothy Donegan (Jubilee)
- 1957:  Dorothy Donegan at the Embers (Roulette)
- 1957:  Dorothy Donegan Live! (Capitol)
- 1959:  Donnybrook with Dorothy (Capitol)
- 1960:  It Happened One Night  (Roulette)
- 1963:  Swingin' Jazz in Hi Fi  (Regina)
- 1975:  The Many Faces of Dorothy Donegan  (Mahogany)
- 1979:  Makin' Whoopie  (Black & Blue)
- 1980:  Sophisticated Lady (Ornament)
- 1980:  Live in Copenhagen 1980 (Storyville)
- 1986:  Live at the Widder Bar (Timeless)
- 1990:  Live at the 1990 Floating Jazz Festival (Chiaroscuro)
- 1991:  The Incredible Dorothy Donegan Trio (Chiaroscuro)
- 1992:  Dorothy Donegan Trio with Clark Terry (Chiaroscuro)
- 1995:  I Just Want (Audiophile)

## Díjak
- 1992: NEA (National Endowment for the Arts) Jazz Master
- 1994: honorary degree − Roosevelt University
- (?) honorary degree – University of Maryland Eastern Shore